# Isla de Batán
Batán o Batang es la segunda más grande de las islas de la provincia de Batanes en Filipinas, posee 35 km² y unos 11 000 habitantes. Su capital es Basco, que a su vez lo es de la provincia. Los otros municipios son Ivana, Mahatao y Uyugan.
Pertenece a las Islas Batanes que son las islas filipinas más septentrionales, muy al norte de Luzón y de origen volcánico. Se sitúa entre las islas Babuyán y Taiwán. El norte de la isla está dominado por el monte Iraya, un volcán activo de 1009 metros de altura cuya última erupción data de 1454. En la parte sur de la isla, el monte Matarem es un volcán inactivo a 405 metros sobre el nivel del mar. Un istmo estrecho de 4,5 km de largo y 2 km de ancho une las dos partes. El clima es muy lluvioso y azotado por frecuentes tifones.

## Historia
Sus naturales hablan el idioma ivatan, perteneciente a la familia austronesia en su rama malayo-polinesia, y además tagalo e inglés. Poseen un rico folclore. Las islas fueron cristianizadas cuando unos monjes dominicos fueron allí a levantar una misión en el navío de José Vasco (o Basco) y Vargas (1733-1805) en 1783; a petición de estos misioneros, Vasco tomó posesión de las islas en 1786 y en su memoria la capital recibió el nombre de Basco; posee un pequeño aeropuerto que la conecta con Manila. La invasión japonesa de las islas Filipinas comenzó por la de la isla de Batán, el mismo día que el ataque a Pearl Harbor, pero pronto fue desocupada para invadir Luzón. El 1 de junio de 2008, las costas de la isla sufrieron un terremoto de magnitud 6,4.